# Éric Rondepierre
 (juillet 2020).
- Si vous ne connaissez pas le sujet, laissez ce bandeau (vous pouvez alors contacter les auteurs).
- Si vous supprimez le contenu mis en cause (vous pouvez préalablement contacter les auteurs),

argumentez précisément cette suppression dans la page de discussion
(un manque de référence n'est pas un argument ; une recherche réelle de référence doit avoir été effectuée, être formellement documentée).
Éric Rondepierre est un artiste plasticien, photographe, écrivain et vidéaste français né le 2 février 1950 à Orléans et mort le 2 novembre 2024 à Paris,. Au début des années 1990, il commence un travail photographique en relation avec le cinéma.

## Biographie
Après un baccalauréat littéraire, Éric Rondepierre passe quelques mois à l’atelier Met de Penninghen avant de s’inscrire à l’université Paris-I, en arts plastiques puis aux Beaux-Arts de Paris. Il s’intéresse à la littérature, au théâtre, passe ses soirées à la cinémathèque du palais de Chaillot. Ses études terminées (maîtrise sur le théâtre de Witkiewicz, DSAP de dessin), il commence à travailler pour le spectacle en tant qu’acteur avec différentes compagnies de théâtre et de danse. En 1980, il devient professeur d’arts plastiques en banlieue parisienne où il s’installe.  En 1985, il se met à peindre. Il obtient un doctorat d’esthétique sur Les Yeux verts de Marguerite Duras sous la direction de Dominique Noguez (1988). En 1989, dans une cave qui lui sert d’atelier, Éric Rondepierre commence à photographier des images de cinéma qu’il voit à la télévision. Il financera sa première exposition (1992) avec l’argent de son dernier spectacle en tant qu’acteur et une aide du ministère de la Culture.
Pendant une vingtaine d’année, son travail consistera à prélever des photogrammes de film dans les cinémathèques ou les archives de films privées. Chaque voyage dans une ville est l’objet d’une recherche en archives qui se termine par l’exposition d’une série d’images issues des «angles morts du dispositif cinématographique», choisies suivant des règles strictes. Cette réflexion sur l’image, le temps et la perception sait allier radicalité et séduction, légèreté et profondeur. Régis Durand parle à son propos de « jansénisme tranquille ».
Il est acheté par le musée d’art moderne de New York un mois après sa première exposition en 1992 chez Michèle Chomette. Il expose  au MoMA successivement en 1993 et 1995 ainsi qu'en Grèce, Espagne, Italie, Allemagne, Autriche, Belgique, Canada, Suisse, Suède, Brésil, Chili, Argentine, etc. La Biennale de Lyon (1995 et 2001), le Centre Pompidou (2006 et 2008), le Palais des beaux-arts de Bruxelles (Voici, 2001), la Villa Oppenheim (Berlin, 2008) l’ont également exposé. Deux ouvrages lui ont été consacrés. Le premier est un essai de Thierry Lenain (« Éric Rondepierre, un art de la décomposition », éd. la Lettre volée, Bruxelles, 1999), l’autre une monographie aux éditions Léo Scheer (Éric Rondepierre, Paris, 2003).
Il est exposé aux Rencontres d'Arles et lauréat du prix Découverte en 2009.
Au début de l’année 2015, deux expositions lui sont consacrées simultanément. L’une à la Maison européenne de la photographie, l’autre à la MABA. À cette occasion est publiée une monographie aux éditions Loco, avec des textes de Catherine Millet et Jacques Rancière.

## Œuvres
Dans sa première série de travaux Excédents (1989 – 1993), il présente des images entièrement noires avec un sous-titre venant des versions originales des classiques du cinéma étranger. Le résultat s’apparente aussi bien au registre de l’autobiographie qu’à la pratique du détournement humoristique.
Avec les Annonces (1991), l’artiste s’intéresse aux effets spéciaux des textes publicitaires qui viennent se former dans l’image des bandes-annonces des années 1930 et 1950. Il prélève le 24e de seconde de texte illisible et blanc qui va se former dans le photogramme et le caviarder de son absence.
En 1993, il obtient une bourse de la « Villa Medicis hors les murs » pour faire un travail de recherches dans les archives de films américaines. Il revient à Paris avec le Précis de décomposition : un choix d’images du cinéma muet dégradées par le temps. Il publie son premier livre en rapport direct avec son travail (Le Jour où Laura est morte). D’autres suivront. Moires (1998) à Montréal et Les Trente étreintes (1997) à Bologne, sont basées sur la même idée d’une relation aléatoire de l’image et de son support dégradé. 
En 1996, il est nommé professeur associé à l’université de Paris 1.
Invité par l’Institut français d’Athènes en 1998, il réalise Diptykas. Puis Suite (Lausanne) et Moins X (Bologne). Le principe de ces séries est de décaler les limites du cadrage habituel en photographiant non pas une image mais l’entre-deux image du ruban filmique. 
La Nuit cinéma, publié en 2005 (Seuil), raconte sous une forme fictionnelle comment ce travail sur le cinéma a pris forme et s’est développé.
Parallèlement à ces prélèvements cinématographiques qu’il nomme lui-même des « reprises de vue », l’artiste réalise aussi des prises de vue à travers la fenêtre d’un train Stances (1996), des images divisées et inversées Hypothèses (2005), des croquis de Dublinois rephotographiés Doubliners (2005), des mosaïques d’images prises au jour le jour mixées avec son journal Agendas (2002 – 2012).
À partir des années 2000, Éric Rondepierre voyage moins et s’installe à Paris. Il utilise toujours des images déjà existantes mais il les fait dialoguer avec d’autres qu’il prend lui-même dans son quotidien. Loupe/dormeurs (1999 – 2002) montre ses doigts tenant une loupe à travers lequel on peut voir un bout de pellicule de film et, dans le fond de l’image, la silhouette d’une femme dans un intérieur. Un roman de 156 000 signes trame chacune des onze images de cette série. Dans Parties Communes (2007), des photographies extraites de ses « Agendas » dialoguent avec des images du cinéma muet.
Il réalise une vidéo de huit minutes (Manège) en 2009 où l’on voit un personnage de film rentrer et sortir d’un café. Son entrée coïncidant avec sa sortie. Éric Rondepierre est friand de ces contradictions, toujours sur la limite du cadre, entre deux médiums, deux temps, comme le titre de sa dernière série (Seuils, 2009) en témoigne.
Il semble que dans cette dernière période, l’œuvre ait gagné en réflexivité, la part d’autobiographie (ou d’autofiction ?) étant de plus en plus visible, aussi bien dans certaines images de Seuils où l’artiste apparaît discrètement, que dans ses derniers livres (Placement, 2008, Toujours Rien sur Robert, 2008).
Les images très picturales de DSL (2010 – 2013) sont des prises d’écran d’ordinateur d’images de cinéma passées par le filtre de la télévision numérique (D.S.L.) saisies au moment où elles dysfonctionnent. Enfin, avec Background (2013 – 2014), l’artiste reconstitue le décor de certains films à partir d’images prélevées dans ces films qu’il redistribue et homogénéise ensuite dans un format panoramique. 
Il est sans doute paradoxal qu’une œuvre installée depuis deux décennies dans un champ d’expérience aussi restreint, microscopique (une image de film mesure 18 x 24 mm), voire invisible soit aussi « ouverte », polymorphe, à plusieurs entrées, bref, toujours à découvrir. Qu’on lui attribue une ascendance photographique (Quentin Bajac), qu’on la situe  dans  un champ cinématographique (Dominique Paini), expérimental (Hubert Damisch), qu’on la rattache à l’histoire de la peinture ou plus largement des images (Thierry Lenain), qu’on mette l’accent sur son humour (Denys Riout), sa teneur onirique (Daniel Arasse), sa portée politique (Marie-José Mondzain), que l’on fasse appel à la littérature (Jean-Max Colard), au détournement situationniste (Evence Verdier), au travail freudien sur la mémoire (Philippe Dubois), l’œuvre reste sur son axe, d’une originalité et d’une fraîcheur qui font de cet artiste « un des artistes les plus singuliers et les plus mystérieux de ces quinze derniers ans » (Bernard Comment).

### De l’artiste
- Le Jour ou Laura est morte, Ed. Actes Sud, 1995 (texte et photographies).
- Moires, Paris, Ed. Filigranes, 1998 (texte et photographies).
- Apartes, Ed. Filigranes, 2001 (recueil de textes).
- Contrebande, Trézelan, Ed. Filigranes,  2003 (texte et photographies).
- Carnets, éd. Léo Scheer, 2005 (texte et photographies).
- Toujours rien sur Robert, éd. Léo Scheer, coll. « Variations », 2005.
- La Nuit cinéma, Paris, Éditions du Seuil, coll. « Fiction & Cie », 2005 (fiction).
- Placement, Paris, Éditions du Seuil, coll. « « Fiction & Cie »), 2008 (récit).
- L’Hypothèse, éditions Publie.net, 2009 (texte et portfolio).
- Le Voyeur, entretien avec Julien Milly, Paris, Édition De L’Incidence, 2015 (photographies).
- Champs-Élysées, Paris, éditions Nonpareilles, 2015(texte et photographies).
- Confidential Report, Lyon, Le Bleu du ciel, 2017.
- F.I.J., Lille, éditions Nuits Myrtides, 2018.
- Double Feinte, Paris, Editions Tinbad, 2019 (essai).
- Laura est nue, Paris, Marest éditeur, 2020 (roman).
- EXIT, fictions réfléchies, Marest éditeur, 2023 (essai-fiction).
- Fugue opus 36, Marest éditeur, 2025 (récit).

### Sur l’artiste
- Gigliola Foschi (texte), Éric Rondepierre (photographies), Enigma, Brescia (Italie), Éditions PACI-Contemporary, 2013.
- Pierre Guyotat, Daniel Arasse, Denys Riout, Jean-Max Colard, Thierry Lenain, Alain Jouffroy, Hubert Damisch et Marie-José Mondzain (textes), Éric Rondepierre (texte et photographie), Éric Rondepierre, Paris, Éditions Léo Scheer, 2003.
- André.S. Labarthe, Michelle Debat, Philippe Piguet, Dominique Noguez, Christian Caujolle, Jacques Henric, Jean-Louis Baudry, Dominique Païni, Arnaud Labelle-Rojoux, Jean-Claude Lemagny, Erik Bullot, Christian Gattinoni, Précis de décomposition, Paris, 1995.
- Catherine Millet et Jacques Rancière (textes), Éric Rondepierre (photographies), Images secondes, Paris, éditions Loco, 2015.
- Dominique Païni (texte), Éric Rondepierre (photographies), Désolé de saboter vos lignes, Éditions Filigranes, 2012.
- Denys Riout et Philippe Dubois (textes), Éric Rondepierre (photographies), Éric Rondepierre, Paris, Ed. Espace J.Verne/ Galerie Michèle Chomette,  1993.
- Denys Riout (texte), Éric Rondepierre (photographies), Seuils, Lyon, Éditions Libel, 2010.
- Éric Rondepierre (photographies) (préface de Quentin Bajac), Parties communes, éditions Janvier/Léo Scheer, 2007.
- (préface de Régis Durand), Extraits , Ed. SFP/779, 2001 (recueil de photographies).